# كفر طنبول الجديد
قرية كفر طنبول الجديد هي إحدى القرى التابعة لمركز السنبلاوين في محافظة الدقهلية في جمهورية مصر العربية. حسب إحصاءات سنة 2006، بلغ إجمالي السكان في كفر طنبول الجديد 7277 نسمة، منهم 3643 رجل و3634 امرأة.